# کارتیگنانو
کارتیگنانو (به ایتالیایی: Cartignano) یک کومونه در ایتالیا است که در استان کونیو واقع شده‌است.

## خصوصیات
کارتیگنانو ۶٫۵ کیلومترمربع مساحت و ۱۷۲ نفر جمعیت دارد.